# Garth Brooks
Troyal Garth Brooks (Tulsa, 7 febbraio 1962) è un cantante e cantautore di musica country statunitense.
Garth Brooks è uno dei più popolari artisti statunitensi di sempre, essendo l'artista solista più venduto nella storia degli Stati Uniti ed uno dei maggiori esponenti della musica country.
Con oltre 157 milioni di copie vendute ufficialmente solo sul suolo statunitense, Brooks è secondo solo ai Beatles (e davanti ad artisti come Elvis Presley) nella lista dei musicisti più venduti in America. Tale successo è dovuto alla fusione di altri generi musicali assieme musica country, con contaminazioni provenienti dal pop e dal rock che hanno fatto avvicinare al country un pubblico assai più vasto.
Quella di Brooks è stata una delle carriere di maggior successo nella storia della musica popolare nella quale ha piazzato 9 album ai vertici della billboard hot 200, oltre a più di 70 singoli di successo nelle classifiche country e non. Egli è l'artista con il maggiore numero di album certificati dischi di diamante (più di 10'000'000 di copie) nella storia degli Stati Uniti con 9 certificazioni raggiunte.
Avvertendo forti difficoltà nel continuare a conciliare la propria carriera con la vita privata, nel 2001 Brooks si è ufficialmente ritirato dalle scene, decidendo di non incidere più album e di non esibirsi più dal vivo. Da allora ha comunque continuato a vendere milioni di dischi grazie ad un accordo di distribuzione esclusivo con Walmart, ed ha occasionalmente pubblicato qualche singolo. Ha poi pubblicato una raccolta dei suoi singoli di successo dal 1989 al 2007, che ha ottenuto 9 dischi di platino negli Stati Uniti.
Garth Brooks è uno dei pochi artisti che ha limitato la sua presenza sulle piattaforme di streaming musicale (YouTube, Spotify e molte altre) poiché non era d'accordo sulle politiche applicate da parte di queste ultime. Il suo catalogo è infatti presente solamente su Amazon Music, con cui ha stipulato un accordo esclusivo.
Negli ultimi anni ha ripreso la sua attività musicale, ricominciando ad esibirsi e a pubblicare materiale inedito.

## La carriera

### La gioventù e le prime canzoni
Garth Brooks è il più giovane di sei fratelli. È cresciuto a Yukon, in Oklahoma. Suo padre, Troyal Brooks, faceva il progettista per una compagnia petrolifera, mentre sua madre, Colleen Carroll, era stata una cantante country della Capitol Records negli anni cinquanta che aveva partecipato spesso al Red Foley Show.
Fin da bambino Brooks mostrò il proprio interesse per la musica, spesso cantando in improvvisati concertini in famiglia, ma la sua passione principale era lo sport. Alla scuola superiore ha giocato a football e baseball, oltre a cimentarsi nell'atletica leggera. Dopo il diploma ha frequentato l'Oklahoma State University di Stillwater con una borsa di studio per lo sport come lanciatore di giavellotto.
Più tardi, in quello stesso anno, Brooks iniziò la propria carriera di musicista professionista, cantando e suonando la chitarra nei club e nei bar dell'Oklahoma, in particolare al Tumbleweed di Stillwater. Dopo un'incursione di 24 ore a Nashville per tentare di ottenere un contratto conclusa senza successo Brooks ritornò in Oklahoma e, nel 1986, sposò Sandy Mahl, che aveva conosciuto mentre lavorava come buttafuori: la coppia ha avuto tre figlie. L'anno seguente si trasferirono a Nashville, dove Brooks riuscì a cominciare a crearsi dei contatti nell'industria musicale.

### Il successo iniziale
Il suo primo album, Garth Brooks, uscì nel 1989 ed ottenne un buon successo di critica e di pubblico. Raggiunse il secondo posto della classifica di vendite dedicata alla musica cuontry e il tredicesimo nella Billboard 200 dedicata alla musica pop. La maggior parte dell'album era composta di musica country di tipo tradizionale, in parte ispirata a quella di George Strait. Il primo singolo, "Much Too Young (To Feel This Damn Old)" entrò anch'esso nella classifica dei primi 10 singoli country. I singoli successivi riscossero un successo anche maggiore; "If Tomorrow Never Comes" raggiunse il primo posto, "Not Counting You" il secondo e "The dance" nuovamente il primo. Quest'ultimo brano, un inno in onore delle persone che hanno sacrificato la propria vita per realizzare qualcosa in cui credevano fortemente, ebbe un'ampia diffusione e, grazie anche ad un fortunato videoclip, diede una prima spinta alla carriera di Brooks facendolo conoscere anche ad un pubblico diverso da quello di ambito country. Brooks ha in seguito affermato che, tra tutte le canzoni che ha interpretato, "The Dance" è la sua preferita.
L'album successivo, No Fences, fu pubblicato nel 1990 e restò per 23 settimane al primo posto della classifica di vendita country. L'album raggiunse anche il terzo posto della classifica pop, risultando alla fine l'album di Brooks ad ottenere il maggiore successo, con più di 17 milioni di copie vendute negli Stati Uniti. Conteneva quella che sarebbe diventata la più celebre canzone di Brooks, l'inno della classe operaia "Friends in Low Places", oltre ad altri due classici del cantante statunitense, la drammatica e polemica "The Thunder Rolls" e la filosofica e ironica "Unanswered Prayers". Entrambi i brani, così come anche la romantica "Two of a Kind, Workin' on a Full House", raggiunsero la prima posizione della classifica country.
Anche se il suo stile lo fa rientrare perfettamente nei confini della musica country, Brooka fu molto influenzato dal movimento dei cantautori degli anni settanta, e specialmente dalla musica di James Taylor (per lui un vero e proprio idolo, tanto che in seguito chiamò con questo nome il suo primogenito) e Dan Fogelberg.
Contemporaneamente, Brooks fu influenzato anche del rock di artisti come Billy Joel e Bruce Springsteen. Nei suoi spettacoli di maggior successo, Brooks si servì di un microfono senza fili per essere libero di muoversi per tutto il palco e riuscire così a sprigionare una maggiore energia, e assunse atteggiamenti tipici del rock per coinvolgere e scuotere il pubblico del country che tradizionalmente partecipa ai concerti con un atteggiamento calmo e posato. Tra le sue prime influenze c'è anche il gruppo hard rock dei Kiss, e spesso questo risulta evidente nei suoi spettacoli. Brooks ha detto che la principale fonte di ispirazione per i suoi spettacoli è stato Chris LeDoux

### La leggenda negli Stati Uniti
Il terzo album di Brooks, Ropin' the Wind pubblicato nel settembre 1991, aveva già 4 milioni di prenotazioni prima dell'uscita ed entrò nella classifica pop direttamente al primo posto, fatto mai successo prima per un album country. La musica di Ropin' the Wind è una fusione di country pop e honky tonk; tra i suoi brani contiene "What She's Doing Now", "The River" e la canzone di Billy Joel "Shameless". È il suo secondo album di maggior successo dopo No Fences. Il successo di questo disco trainò anche la ripresa della vendita dei due album precedenti ed in questo modo Brooks diventò il primo artista country ad avere tre album presenti nella stessa settimana nella classifica dei primi 20 album pop
Trovatosi a Los Angeles durante la rivolta del 1992, Brooks ne trasse l'ispirazione per diventare coautore del brano, un ibrido country rock - gospel, "We Shall Be Free", in cui espresse il suo desiderio di una maggiore tolleranza. La canzone divenne il primo singolo estratto dal suo quarto album, The Chase. A causa del messaggio di tolleranza culturale che esprimeva il brano incontrò una certa opposizione da parte delle emittenti radio country e dal pubblico di questo tipo di musica, tradizionalmente conservatore, e raggiunse quindi soltanto il 13º posto della classifica country, primo suo singolo in tre anni a fallire l'ingresso tra i primi 10. Nonostante tutto la canzone è stata spesso accolta con grande entusiasmo quando eseguita ai concerti ed ha raggiunto il 22º posto della classifica relativa alla musica cristiana ed ha permesso a Brooks di vincere un GLAAD Media Award.
Nel 1993 Garth Brooks, che aveva criticato i negozi di dischi che vendevano CD usati perché questo tipo di commercio riduceva i diritti d'autore percepiti dagli artisti convinse la Capitol Records a non concedere il suo album In Pieces ad esercizi che praticavano tale attività. La scelta ebbe come conseguenza numerose cause legali intentate contro l'etichetta discografica, accusata di violare la normativa antitrust e alla fine la Capitol cedette e inviò i CD a tutti i negozi.
Nonostante il ritardo con cui fu consegnato a vari negozi, In Pieces diventò istantaneamente un enorme successo e vendette complessivamente circa dieci milioni di copie in tutto il mondo.
Per promuovere l'album nel 1994 Brooks intraprese una tournée nel Regno Unito, ottenendo il tutto esaurito in luoghi come il National Exhibition Centre di Birmingham e la Wembley Arena di Londra. Inaugurò la stazione radio londinese Country 1035 e comparve in numerose trasmissioni televisive e radiofoniche dove però fu spesso trattato con sufficienza dai conduttori, che non apprezzavano la musica country.
Nonostante lo sfavorevole trattamento ricevuto da parte dei media la popolarità di Brooks nel paese era però evidente, tanto che uno dei disc-jockey più famosi, Nick Barraclough, prese a riferirsi a lui come a Garth Vader (un gioco di parole con Dart Fener, in inglese "Vader") per il modo in cui aveva "invaso" le classifiche e per il suo successo, che lo aveva portato a diventare un'icona del genere country. A differenza di Alan Jackson, che si rifiutò di tornare una seconda volta nel Regno Unito dopo essere stato trattato in maniera simile dalla stampa, Brooks tornò nel 1996 per un'altra serie di concerti da tutto esaurito.
Brooks è considerato una star anche in altre parti del mondo e si è esibito ottenendo successi discografici in luoghi come il Brasile, l'estremo oriente, la Nuova Zelanda e l'Australia..

### La parentesi Hard rock
Nel 1994 Brooks rese omaggio ad uno dei gruppi che influenzarono la sua musica, comparendo nella raccolta hard rock Kiss My Ass: Classic Kiss Regrooved in cui celebri artisti di tutti i generi reinterpretavano brani dei Kiss. Dato che era l'unico artista country a partecipare al progetto, alcuni temevano che Brooks avrebbe trasformato il suo brano, "Hard Luck Woman", in una canzone country. Brooks invece insistette per rimanere fedele alla versione originale e chiese che i Kiss stessi suonassero nella sua esecuzione. La curiosa formazione si esibì al The Tonight Show with Jay Leno per promuovere l'album e, nonostante il brano suonasse come evidentemente hard-rock, la versione di Brooks finì ugualmente nelle classifiche di vendita country.

### Nuovi record
Il 7 agosto 1997 Brooks diede un concerto gratuito al Central Park di New York che vide la partecipazione di centinaia di migliaia di persone, il tutto in una città che si supponeva lontana dal mondo della musica country. Le stime sulla partecipazione sono molto variabili, da 250.000 a 750.000 e più, anche perché molti si godettero il concerto dall'esterno dello spazio dedicato, che era completamente colmo di persone. Brooks stesso stimò il pubblico in 900.000 persone. Inoltre 14.6 milioni di telespettatori seguirono l'esibizione dal vivo sulla rete HBO. Allo spettacolo parteciparono come ospiti speciali anche Billy Joel e Don McLean.
L'anno seguente la RIAA annunciò che Garth Brooks era l'artista solista ad aver venduto più dischi nel XX secolo negli Stati Uniti. La notizia fu accolta con perplessità dalla stampa e molti esperti di musica si dissero convinti che in realtà Elvis Presley avesse venduto più dischi ma che queste fossero state sottostimate a causa dei metodi di rilevamento poco accurati usati dalla RIAA negli anni in cui era in attività. Brooks stesso, anche se chiaramente orgoglioso del proprio successo, rese omaggio al Re e disse che anch'egli credeva che Presley avesse venduto di più.
La RIAA allora decise di riesaminare i metodi usati per la certificazione; applicando la nuova metodologia Presley diventò l'artista solista ad aver venduto più dischi nella storia degli Stati Uniti, con Brooks al secondo posto. La revisione fu causa di nuove critiche ai metodi della RIAA, stavolta da parte dei fan di Brooks.

### Il ritiro ufficiale dalle scene
Mentre la sua fama e la sua carriera crescevano sempre più Brooks si mostrava insofferente per la difficoltà di conciliare carriera e vita privata. Parlò pubblicamente della possibilità di ritirarsi nel 1992 e nel 1995, ma entrambe le volte lasciò perdere e continuò ad esibirsi. Nel 1999 comparve nel programma televisivo Crook & Chase del The Nashville Network e ancora una volta parlò del suo possibile ritiro
Nello stesso anno Brooks e la moglie si separarono, annunciando poi, il 9 ottobre del 2000, di aver deciso di divorziare Il divorzio diventò definitivo nel 2001..
Due settimane dopo, il 26 ottobre 2000, Brooks annunciò ufficialmente il proprio ritiro dalla scena musicale. Più tardi, quella stessa sera, la Capitol Records celebrò i suoi 100 milioni di album venduti negli Stati Uniti con una sfarzosa festa al Gaylord Entertainment Center di Nashville.
L'ultimo album di Brooks, Scarecrow, venne pubblicato il 13 novembre 2001. Il disco non raggiunse i livelli di vendita dei momenti d'oro di Brooks, ma riscosse in ogni caso un buon successo, raggiungendo il primo posto sia della classifica country che di quella pop. Brooks affermò che, anche se fosse talvolta salito sul palco per qualche piccola esibizione promozionale, non avrebbe più inciso dischi né tenuto concerti finché sua figlia minore, Allie, non avesse compiuto 18 anni.

### Le seconde nozze
Verso la metà degli anni 90, molti tabloid avevano scritto che Brooks aveva da tempo una relazione con la sua collaboratrice ed amica di vecchia data Trisha Yearwood. I due avevano comunque sempre negato la cosa. Dopo il divorzio di Brooks però la coppia iniziò a frequentarsi apertamente, finendo per sposarsi il 10 dicembre 2005. Si tratta del secondo matrimonio per Brooks e del terzo per la Yearwood.

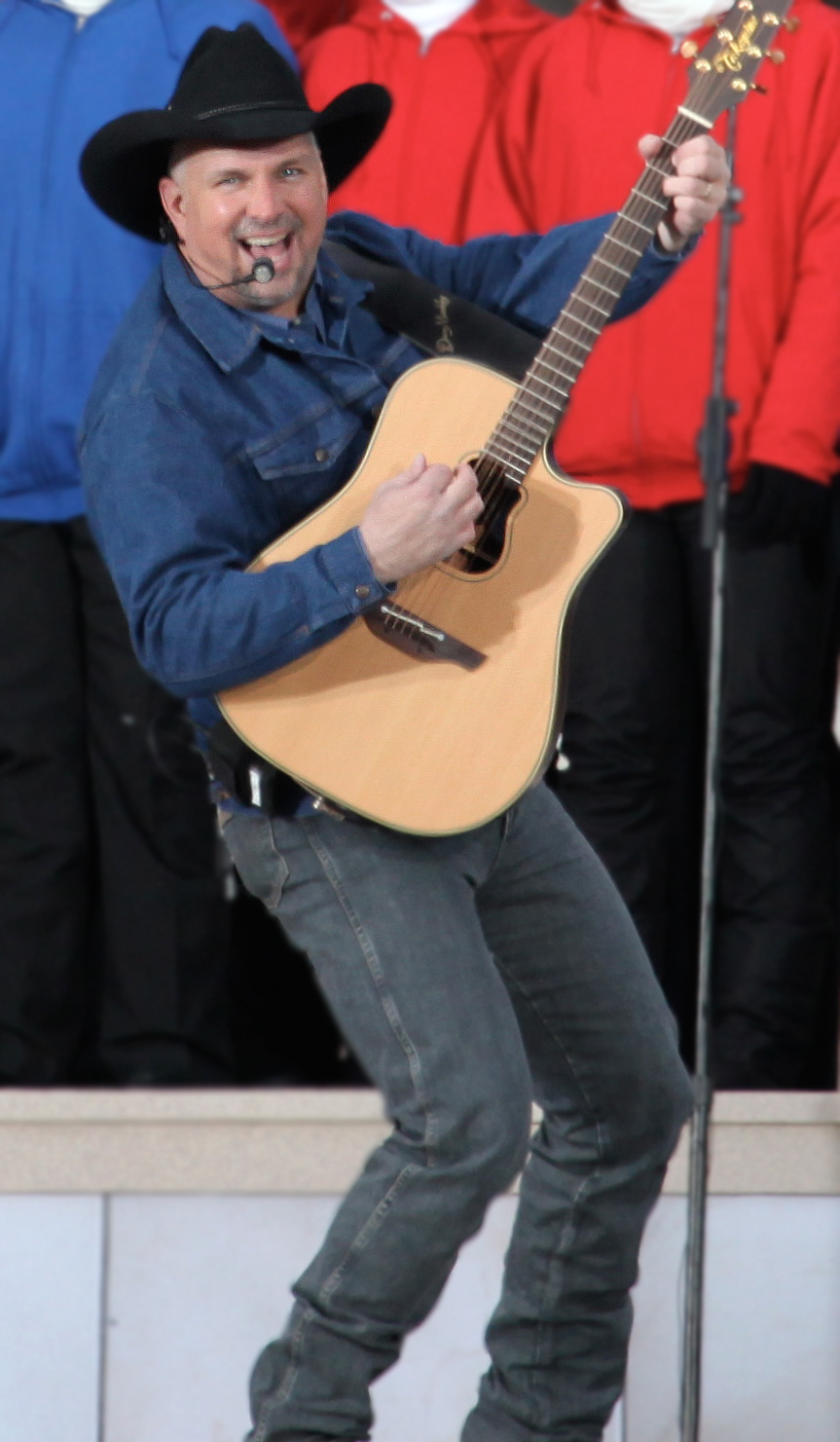
Garth Brooks in concerto nel 2009

### Il parziale ritorno sulle scene
Nel 2005 Brooks disse ancora una volta che non avrebbe fatto concerti né registrato nulla fino al 2015. Tuttavia nell'agosto dello stesso anno venne annunciato che aveva firmato un contratto con Walmart, cedendo loro i diritti sul proprio repertorio dopo aver abbandonato la Capitol Records.
Tre mesi dopo il cantante e Wal-Mart pubblicarono The Limited Series, un cofanetto di sei CD contenente materiale tratto dalla passata carriera di Brooks e un disco chiamato Lost Sessions con 11 brani registrati ma mai pubblicati prima. Si è trattato della prima volta nella storia in cui un musicista ha firmato un accordo di distribuzione esclusivo con un singolo rivenditore. Il cofanetto vendette più di 500 000 copie lo stesso giorno del lancio, fatto che provò come Brooks avesse ancora un grande zoccolo duro di fan, e più di un milione entro la prima settimana di dicembre.
Brooks ha interrotto per un breve periodo il suo ritiro all'inizio del 2005 per esibirsi in favore di alcune cause benefiche. Insieme alla moglie Trisha Yearwood ha cantato "Who'll Stop the Rain" di John Fogerty a Shelter from the Storm: A Concert for the Gulf Coast, una maratona televisiva organizzata per raccogliere fondi in seguito al disastro provocato dall'Uragano Katrina.
Ha pubblicato inoltre un nuovo singolo, "Good Ride Cowboy", in memoria del suo amico, star del rodeo e cantante country, Chris LeDoux.
All'inizio del 2006 Wal-Mart ha pubblicato The Lost Sessions come CD a sé stante, separato da un cofanetto, e con alcuni brani extra tra cui il duetto con Trisha Yearwood "Love Will Always Win".
Il 18 agosto 2007 Brooks annunciò di avere in progetto la pubblicazione di un nuovo cofanetto, chiamato The Ultimate Hits, contenente 2 dischi di grandi successi, un DVD con alcuni nuovi video musicali, tre nuovi brani e una traccia extra. Il primo singolo tratto dall'album, "More Than a Memory" debuttò in radio il 27 agosto 2007, entrando direttamente al primo to della classifica di Billboard dedicata al country e diventando quindi il singolo ad aver raggiunto la più alta posizione al debutto nella storia di tale classifica.
Il 5 novembre 2007 Brooks è stato nuovamente dichiarato l'artista solista ad aver venduto di più nella storia degli Stati Uniti, avendo superato Presley con 123 milioni di copie certificate.
Il 20 gennaio 2021 ha cantato Amazing Grace alla cerimonia di insediamento di Joe Biden.

## L'alter ego: Chris Gaines
Nel 1999 Brooks e la sua società di produzione, la Red Strokes Entertainment, in collaborazione con la Paramount Pictures iniziarono a progettare un film in cui Brooks avrebbe dovuto comparire come protagonista. The Lamb, questo il titolo di lavorazione, avrebbe dovuto svilupparsi attorno al personaggio di Chris Gaines, un musicista e cantante rock di fantasia, e alla sua vita emotivamente complicata di musicista costantemente sotto l'attenzione del pubblico. Per cominciare a creare interesse attorno al progetto Brooks assunse l'identità di Gaines nell'album Garth Brooks in ... The Life of Chris Gaines, pubblicato nell'ottobre 1999, che avrebbe dovuto essere una specie di colonna sonora anticipata del film.
Brooks apparve nei panni di Gaines anche in televisione, in un mockumentary girato per la serie Behind The Music del canale VH1 e come ospite musicale in una puntata del Saturday Night Live.
La lunga campagna promozionale per l'album e il film messa in piedi da Brooks però non trovò molto riscontro presso il pubblico e il fallimento dell'esperimento Chris Gaines divenne del tutto chiaro solo poche settimane dopo la pubblicazione dell'album. Nonostante la critica dichiarasse la sua ammirazione per il coraggio di Brooks nell'intraprendere una strada musicalmente rischiosa, la maggioranza del pubblico statunitense si mostrò o del tutto sconcertato dalla mossa o disinteressato ad essa, non riuscendo a vedere Garth Brooks in vesti diverse da quelle di cantante country-pop. Inoltre molti dei suoi fan temevano che sostenendo il progetto Gaines avrebbero finito per perdere il vero Garth Brooks.
I dati di vendita dell'album non furono buoni; anche se raggiunse il secondo posto della classifica pop, le aspettative erano molto più alte e i negozi iniziarono ben presto a svendere i CD con forti sconti per riuscire a smaltire le scorte in eccesso.
Il risultato ottenuto dal disco, molto più scarso di quanto sperato, e la conseguente interruzione del lavoro di produzione del film fecero sì che il progetto fosse sospeso a tempo indeterminato nel febbraio 2001 e Gaines cadde ben presto nel dimenticatoio.

## Attività di beneficenza
Nel 1999 Garth Brooks ha creato la Teammates for Kids Foundation che offre sostegno finanziario ad associazioni benefiche che si occupano dell'infanzia. L'organizzazione si suddivide in tre categorie a seconda dei tre diversi sport nel cui ambito cui opera:
- Touch 'Em All Foundation - Divisione Baseball
- Top Shelf - Divisione Hockey
- Touchdown - Divisione Football

La fondazione arruola giocatori professionisti che si impegnano a donare determinate somme a seconda dei risultati sportivi che ottengono. Per sostenere la fondazione Brooks ha preso parte nel 1998 e nel 1999 alla preparazione primaverile dei San Diego Padres, nel 2000 a quella dei New York Mets e nel 2004 a quella dei Kansas City Royals.
Brooks raccoglie fondi anche per vari altri enti benefici, tra cui diverse associazioni che si occupano dell'infanzia e di contrastare il dramma della fame nel mondo. Quando è stato annunciato che il 25 e 26 gennaio 2008 si sarebbe esibito in due concerti benefici allo Staples Center in favore delle vittime dei recenti incendi in California i biglietti sono andati esauriti in pochi minuti, spingendolo a organizzare altre tre date. La CBS ha trasmesso in diretta il primo di questi concerti, offendo agli spettatori la possibilità di effettuare a loro volta una donazione in favore dei vigili del fuoco coinvolti e dei loro familiari.

## Vita privata

### Relazioni e figli

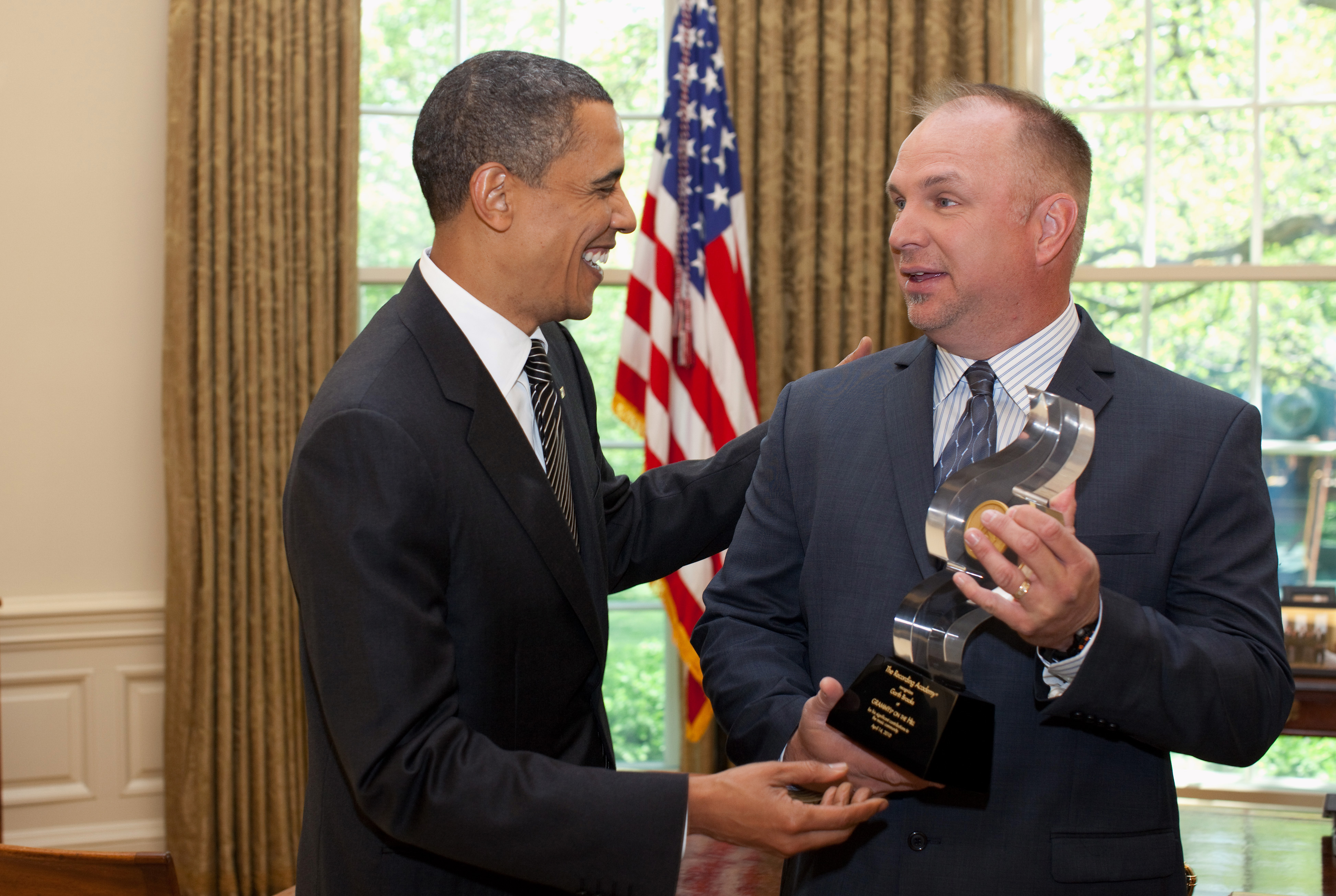
Garth Brooks con Barack Obama

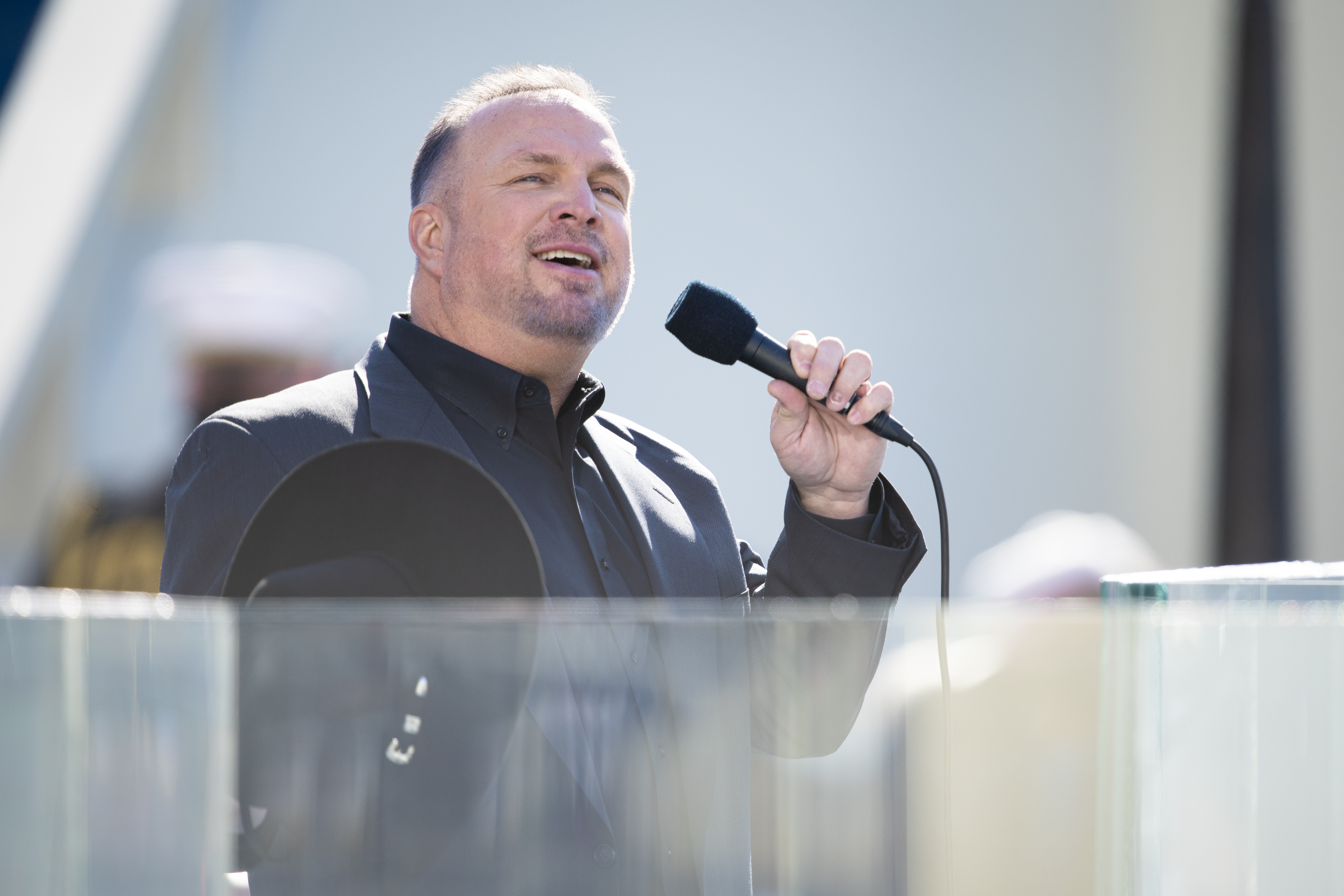
Garth Brooks alle celebrazioni per l'insediamento di Joe Biden alla Casa Bianca

Brooks è stato sposato due volte: il primo matrimonio fu con Sandy Mahl dal 1986 al 2001, la coppia ha avuto tre figli. Dal 2005 è marito della collega Trisha Yearwood; i due non hanno figli.

### Politica e religione
Tesserato nelle file del Partito Repubblicano, Brooks è comunque considerato un artista bipartisan (cioè che conta tra i suoi ammiratori all'incirca lo stesso numero di persone repubblicane e democratiche).; ha tra l'altro presenziato alle celebrazioni per l'insediamento di Joe Biden alla Casa Bianca. In diverse occasioni egli ha appoggiato cause liberali, come il matrimonio tra persone dello stesso sesso o l'introduzione di controlli più rigidi per la vendita di armi da fuoco.
Brooks è un devoto cristiano e diversi suoi lavori, oltre che dichiarazioni pubbliche, fanno riferimento al suo lato religioso. Una delle sue canzoni più spirituali è It's Your Song.

## Discografia

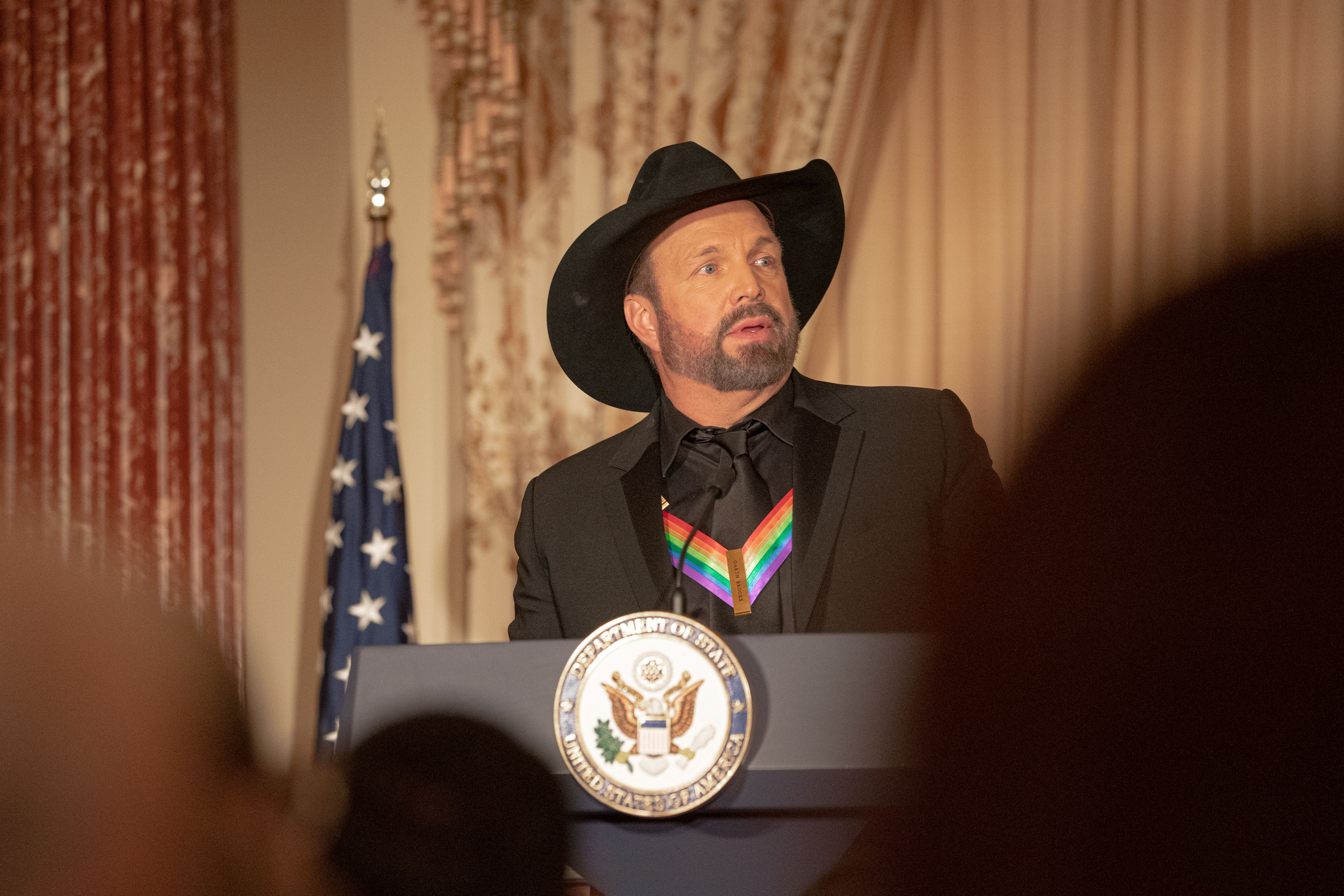
Garth Brooks durante la cerimonia del Kennedy Center Honors

### Album in studio
- Garth Brooks (1989)
- No Fences (1990)
- Ropin' the Wind (1991)
- The Chase (1992)
- In Pieces (1993)
- Fresh Horses (1995)
- Sevens (1997)
- Garth Brooks in...the Life of Chris Gaines (1999)
- Scarecrow (2001)
- The Lost Sessions (2005)
- Man Against Machine (2014)
- Gunslinger (2016)
- Fun (2020)
- Time Traveler (2023)

### Album natalizi
- Beyond the Season (1992)
- Garth Brooks and the Magic of Christmas (1999)
- Christmas Together (con Trisha Yearwood) (2016)

### Raccolte
- The Garth Brooks Collection (1994)
- The Hits (1994)
- Songs from Call Me Claus (2001)
- The Ultimate Hits (2007)

### Album live
- Double Live (1998)
- Triple Live (2018)

### Box set
- The Limited Series (1998) - primo set con questo nome
- The Limited Series (2005) - secondo set con questo nome
- Blame It All on My Roots: Five Decades of Influences (2013)
- The Ultimate Collection (2016)
- Gunslinger / Christmas Together (2016) - con Trisha Yearwood
- The Anthology Part I: The First Five Years (2017)
- The Anthology Part III: Live (2018)
- Legacy (2019)
- The Anthology, Part II: The Next Five Years (2022)

## Premi e riconoscimenti
- 2 Grammy Award (per un totale di sette nomination)
- 16 American Music Award
- 11 Country Music Association Awards
- 18 Academy of Country Music Awards
- 5 World Music Awards
- 10 People's Choice Awards
- 24 Billboard Music Award
- American Music Award, Artista del decennio per gli anni 90
- Academy of Country Music Awards, Artista del decennio per gli anni 90
- Recording Industry Association of America, Artista del secolo per il 1900
- 1 Radio Music Award
- 2 Primetime Emmy Award nomination
- 1 Golden Globe nomination per il miglior brano originale
- Songwriters Hall of Fame: 2002
- GLAAD Media Award per "We Shall Be Free" - 1993
- 1 CMT awards nomination, per il video in collaborazione dell'anno "Workin' For A Livin'" con Huey Lewis (2008)